# 小島太一
小島 太一（こじま たいち、1985年12月30日 - ）は、日本中央競馬会 (JRA) の元騎手で現在は調教助手。父は元騎手で元調教師の小島太。兄に調教助手の小島良太と調教助手の小島勝三がいる。一部メディアでは父と区別をするために小島一と表記される。

## 経歴
小島太の四男として生まれる。幼少時代の父の思い出として、「負けたり騎乗停止になって家に帰ってくると、八つ当たりがすごくて。仕事から帰ってきたら怖い父でした」と語っている。小学4年の時に父のエリザベス女王杯の騎乗（サクラキャンドル）を生で見て騎手を目指した。なお、10歳上の兄・勝三（かつみ）も騎手を目指し競馬学校の騎手課程を受けたが落ちている。
2002年、21期生として競馬学校に入学。同期には大野拓弥、鮫島良太、塚田祥雄、中村将之らがいる。2005年に小島太厩舎からデビュー。初騎乗は2005年3月5日、中山競馬第2競走のメイショウジャンヌで15頭中14着だった。同年3月12日、中京競馬第8競走でホットカフェに騎乗し初勝利を挙げた。同年6月12日のエプソムカップで自厩舎のブラックカフェで重賞初騎乗（15番人気16着）。同期の中で最も早い重賞騎乗だった。
2007年、3月22日から5月5日まで修業のためニュージーランドへ遠征した
。
2018年に父が定年となり厩舎が2月末で解散したため、新規開業の和田勇介厩舎に移籍。2019年8月1日からフリーとなった。
2019年10月25日に同月末をもって引退する事を発表。引退後は萩原清厩舎にて調教助手となる。

## 人物
- アニメやゲームが大好きなオタクであることを雑誌やブログでたびたび公言している。2007年5月にはロッカーの中に涼宮ハルヒなどのフィギュアを入れていることが明らかになった[9]。コミケにもたびたび行っている[10]。
- 藤田伸二からはゲーマーとしても評価されていた[11]。特にセガのゲームが好きで、思い出のゲームとしてゲームギアでは『魔導物語』シリーズ、メガドライブでは『ダイナマイトヘッディー』、セガサターンでは『真説・夢見館 扉の奥に誰かが…』を挙げている[12]。
- 中央競馬の騎手で初めて公式にTwitterを始めた（その後和田竜二や高田潤らも始めている）が、現在は閉鎖した。競馬を含む公営競技では公正確保の観点から、開催前日夜から開催終了後までの間、携帯電話・インターネットの使用が禁止されており、携帯電話も調整ルームの暗証番号付きロッカーに預けている為、更新は月曜日から金曜日夕方頃までの間に行われていた。
- 好きな芸能人は声優の豊崎愛生[4]。
- 2011年、V6司会のバラエティ番組『男のヘンサーチ!!』第1回放送にゲスト出演した。結婚したい女性100人が男に偏差値を付けるという番組で、「年収1,000万円の若手有望株」「愛車はスポーツカー」「アニメ『けいおん!』好き」などの情報が紹介された結果、偏差値56と判定された[13][14]。
- 競馬情報誌「サラブレ」2018年7月号[15]にて、同年放送されたテレビアニメ作品『ウマ娘 プリティーダービー』のプロデューサー伊藤隼之介との対談が行われた[16][17]。この対談において、同作品にキャラクターとして登場したセイウンスカイ・グラスワンダーに騎乗していた横山典弘・的場均に作品を見せたことを明かしている。

## 騎乗成績
| 年度   | 1着 | 2着 | 3着 | 騎乗数 | 勝率 | 連対率 | 複勝率 |
| ------ | --- | --- | --- | ------ | ---- | ------ | ------ |
| 2005年 | 9   | 11  | 9   | 168    | .054 | .119   | .173   |
| 2006年 | 12  | 12  | 11  | 227    | .053 | .106   | .154   |
| 2007年 | 8   | 4   | 2   | 122    | .066 | .098   | .115   |
| 2008年 | 3   | 5   | 3   | 111    | .027 | .072   | .099   |
| 2009年 | 5   | 9   | 7   | 108    | .046 | .130   | .194   |
| 2010年 | 2   | 6   | 5   | 117    | .017 | .068   | .111   |
| 2011年 | 1   | 4   | 1   | 78     | .013 | .064   | .077   |
| 2012年 | 3   | 0   | 1   | 65     | .046 | .046   | .062   |
| 2013年 | 1   | 2   | 3   | 53     | .019 | .057   | .113   |
| 2014年 | 0   | 2   | 0   | 27     | .000 | .074   | .074   |
| 2015年 | 0   | 0   | 0   | 13     | .000 | .000   | .000   |
| 2016年 | 0   | 2   | 0   | 33     | .000 | .061   | .061   |
| 2017年 | 0   | 0   | 0   | 41     | .000 | .000   | .000   |
| 2018年 | 0   | 1   | 0   | 17     | .000 | .059   | .059   |
| 2019年 | 0   | 2   | 2   | 9      | .000 | .222   | .444   |
| 中央   | 44  | 60  | 44  | 1189   | .037 | .087   | .124   |
| 地方   | 0   | 0   | 1   | 9      | .000 | .000   | .111   |

|            | 日付          | 競馬場・開催  | 競走名         | 馬名               | 頭数 | 人気 | 着順 |
| ---------- | ------------- | ------------- | -------------- | ------------------ | ---- | ---- | ---- |
| 初騎乗     | 2005年3月5日  | 2回中山3日2R  | 3歳未勝利      | メイショウジャンヌ | 15頭 | 8    | 14着 |
| 初勝利     | 2005年3月12日 | 1回中山3日8R  | 4歳上500万下   | ホットカフェ       | 16頭 | 5    | 1着  |
| 重賞初騎乗 | 2005年6月12日 | 3回東京8日11R | エプソムカップ | ブラックカフェ     | 17頭 | 15   | 16着 |

## 主な騎乗馬
- ヴァンクルタテヤマ（500万下）
- アロマカフェ（新馬戦から3戦目まで）